# الدبية
الدبيَّة هي إحدى القرى اللبنانية من قرى قضاء الشوف في محافظة جبل لبنان. وتقع على بعد 30 كم جنوب بيروت.

## أعلام
- بطرس البستاني
- فيكتور البستاني